# 武汉开放大学
武汉开放大学，原称武汉市广播电视大学，位于湖北省武汉市硚口区，与全国首批28所省级电大同时开办。

## 历史
武汉市广播电视大学成立于1979年1月5日，是全国44所省级电大之一。2020年更名为武汉开放大学。

## 现任领导
- 校长：廖世平[2]
- 中共党委书记：黄凤凯[2]

## 知名校友
- 赵卫国（相声艺术家）